# Apna Dal

Parteifahne von Apna Dal

Apna Dal (AD, Hindi अपना दल, „Unsere Partei“) ist eine politische Partei im nordindischen Bundesstaat Uttar Pradesh.

## Parteigeschichte
Apna Dal wurde am 4. November 1995 in Uttar Pradesh gegründet. Parteigründer war Sone Lal Patel, der sich bereits in den Jahren zuvor politisch betätigt hatte. Er war führend an der Gründung der Bahujan Samaj Party (BSP) 1984 beteiligt gewesen und ein enger Vertrauter des BSP-Gründers Kanshi Ram. Die BSP verstand sich als Interessenvertreterin der Dalits in den nordindischen Bundesstaaten, vor allem im bevölkerungsreichen Uttar Pradesh. Die Gründe für die Abspaltung Sone Lal Patels von der BSP lagen weniger in inhaltlichen, als vor allem in personellen machtpolitischen Streitigkeiten. Durch Kanshi Ram wurde vor allem seine Protegée Mayawati begünstigt, die 1995 für einige Monate auch das Amt der Chief Ministerin von Uttar Pradesh bekleidete. Patel sah sich dadurch zu sehr in seinen Möglichkeiten eingeschränkt bzw. hintangestellt, so dass er mit seinen Anhängern aus der BSP ausschied und eine eigene Partei gründete.
Nach eigenem Bekunden sollte die neue Partei eine Partei für alle (unterprivilegierten) Kasten und für die Dalits sein. Die Farben der Parteifahne wurden so interpretiert, dass das orange für die Hindu-Kasten stünde und das Blau für die Dalits. De facto bezog die Apna Dal ihre Wähler vor allem aus der großen Kaste der Kurmi, einer der Other Backward Classes, der auch der Parteigründer Patel selbst angehörte und die in verschiedenen Bundesstaaten vor allem in Nordindien und auch in Nepal vertreten ist. Die Kurmis bildeten zwar nirgendwo die Mehrheit der Bevölkerung, konnten aber als Mehrheitsbeschaffer bei Wahlen, wo das relative Mehrheitswahlrecht gilt, von entscheidender Bedeutung sein.

### Führungsstreitigkeiten und Spaltung
Am 17. Oktober 2009 starb der Parteigründer und Parteivorsitzende bei einem Autounfall. Danach übernahmen Patels Witwe Krishna Patel und seine Tochter Anupriya Patel, die als Apna Dal-Abgeordnete für den Wahlkreis Rohania im Parlament von Uttar Pradesh saß, die Führung der Partei. Krishna Patel wurde Parteivorsitzende, während Anupriya Patel die Partei in der Öffentlichkeit repräsentierte. Im Jahr 2014 kam es zum Führungsstreit zwischen Mutter und Tochter. Die Streit entspann sich unter anderem auch um die Frage, ob Apna Dal sich bei der kommenden Wahl in Uttar Pradesh weiterhin mit der BJP verbünden solle, oder nicht. Krishna Patel bezichtigte öffentlich ihre Tochter der Undiszipliniertheit und ernannte an ihrer Stelle die ältere Tochter Pallavi Patel zur Generalsekretärin der Partei.
Im Dezember 2016 kam es zur offenen Spaltung der Partei, als Jawahar Lal Patel, der Schatzmeister der Partei, mit der Unterstützung von Anupriya Patel ihre Fraktion der Partei unter der Bezeichnung Apna Dal (Sonelal), kurz Apna Dal (S) bei der Indischen Wahlkommission registrieren ließ.

### Wahlergebnisse
Bei den Wahlen zum gesamtindischen Parlament in den Jahren 1996, 1998, 1999, 2004 und 2009 gewann die Apna Dal jeweils etwa halben Million oder mehr Wählerstimmen, aber kein Wahlkreismandat. Bei den Parlamentswahlen in Uttar Pradesh errang sie 1996 kein Mandat und 2002 3 Mandate. Die drei gewählten Abgeordneten liefen allerdings am 24. Oktober 2003 zur Samajwadi Party über. 2007 gewann AD wieder kein Mandat und 2012 eines. Bei der gesamtindischen Parlamentswahl 2014 konnte AD jedoch ihr bisher bestes Ergebnis erzielen und die beiden Lok-Sabha-Wahlkreise 79-Mirzapur und 39-Pratapgarh gewinnen. Der Grund für diesen überraschenden Bedeutungsgewinn war der, dass Amit Shah, der Parteistratege der Bharatiya Janata Party (BJP) unbedingt den Sieg des BJP-Kandidaten im Wahlkreis der prestigeträchtigen heiligen Stadt Varanasi sicherstellen wollte und dafür die Unterstützung von AD für notwendig erachtete. Der BJP-Kandidat in Varanasi war der BJP-Spitzenpolitiker und spätere Premierminister Narendra Modi. Im Gegenzug für die AD-Unterstützung in Varanasi verzichtete die BJP auf eigene Kandidaten in den beiden genannten Wahlkreisen und unterstützte dort die AD-Kandidaten. Nach der Wahl wurde Apna Dal personell am ersten Koalitionskabinett Modi (2014–2019) beteiligt.
Die im Dezember 2016 abgespaltene Fraktion Apna Dal (S) nahm als Bündnispartner der BJP an der Parlamentswahl in Uttar Pradesh im Februar/März 2017 teil und gewann 9 Wahlkreise, was ein vergleichsweise respektables Ergebnis darstellte.